# Рамус, Ив
Ив Раму́с, полное имя Ив-Жорж-Рене (фр. Yves-Georges-René Ramousse MEP), 23 февраля 1928, Самбадель, Франция — 26 февраля 2021) — французский католический прелат, епископ Пномпеня с 12 ноября 1962 года по 30 апреля 1976 года и с 6 июля 1992 года по 14 апреля 2001 года. Член католической миссионерской конгрегации «Парижское общество заграничных миссий».

## Биография
Родился 23 февраля 1928 года в деревне Самбадель, департамент Верхняя Луара, Франция. Изучал богословие и философию в Париже в семинарии миссионерской конгрегации «Парижское общество заграничных миссий». 4 апреля 1953 года был рукоположён в священника, после чего был послан на миссию в Камбоджу.
12 ноября 1962 года Римский папа Иоанн XXIII назначил Ива Рамуса титулярным епископом Пизиты и апостольским викарием Пномпеня. 24 февраля 1963 года состоялось рукоположение ива Рамуса в епископа, которое совершил титулярный епископ Эгуты и епископ-эмерит Пномпеня Гюстав-Андре-Фердананд Рабаллан в сослужении с епископом Чэнду Анри-Мари-Эрнест-Дезир Пино и Ле-Пюи-ан-Веле.
Участвовал в работе Второго Ватиканского собора.
В начале апреля 1975 года власть в Камбодже захватили красные кхмеры, которые образовали Демократическую Кампучию и сразу же запретили исповедование любой религии. В Кампучии был издан закон, согласно которому из страны высылались все иностранные священнослужители, а местные отправлялись на принудительные работы на рисовые поля. Многие священнослужители были казнены. Епископ Ив Рамус перед своей высылкой ходатайствовал перед Святым Престолом рукоположить священника Иосифа Чма Саласа в епископа, который в то время обучался во Франции. 6 апреля 1975 года Римский папа Павел VI назначил Иосифа Чма Саласа титулярным епископом Сигуса и вспомогательным епископом апостольского викариата Пномпеня. 14 апреля 1975 года за три дня до захвата Пномпеня красными кхмерами Ив Рамус рукоположил Иосифа Чма Саласа в епископа.
30 апреля 1975 года епископ Ив Рамус был выслан из Кампучии со многими иностранными миссионерами и монашествующими. 30 апреля 1976 года подал в отставку. После смерти от истощения на принудительных работах Иосифа Чма Саласа кафедра Апостольского викариата Пномпеня оставалась вакантной до 6 июля 1992 года, когда Римский папа Иоанн Павел II вновь назначил Ива Рамуса апостольским викарием Пномпеня.
С января 1983 года до своего повторного назначения апостольским викарием Пномпеня в 1992 году работал в Отделе по поощрению апостольства среди камбоджийцев Конгрегации евангелизации народов.
Подал в отставку 14 апреля 2001 года.